# Міхал Ґедеон Радзивілл
Міхал (Михайло) Ґедеон Єронім Радзивілл (пол. Michał Gedeon Hieronim Radziwiłł; 24 вересня 1778 — 24 травня 1850) — князь, польський політичний і військовий діяч часів падіння Речі Посполитої, Царства Польського в Російській імперії.

## Життєпис
Походив з польсько-литовського магнатського роду Радзивіллів, гілки Несвізько-Олицької. Третій син Михайла Єроніма Радзивілла, воєводи віленського, та Олени Пшездецької. Народився у 1778 році у Варшаві. Отримав гарну домашню освіту.
Обрав для себе військову кар'єру. У 1794 році долучився до повстання під проводом Тадеуша Костюшка, звитяжив проти російських і прусських військ. після поразки повстання емігрував за кордон. У 1806 році після перемоги Франції над Пруссією та утворенням Великого герцогства Варшавського, вступив Михайло Гедеон Радзивілл на службу до Північного польського легіону. 1807 року одержав звання полковника і став командиром легіону. Брав участь боях 1807 року, що завершили війну четвертої коаліції. За звитягу отримав стає кавалером Ордену Почесного легіону.
З 1808 року очолював 5-й піхотний полк герцогства Варшавського (після з'єднання легіону з 5 і 6-м полками герцогства Варшавського). Того ж року нагороджено орденом Virtuti Militari. 1811 року одержав чин бригадного генерала. Брав участь в облозі Данцига. Під час франко-російської війни 1812 року командував польською бригадою в дивізії Шарля-Луї Гранжана 10 армійського корпусу. під час кампанії отримав звання бригадного генерала. У 1813 році обороняв Данциг від російських військ. За свій героїзм стає офіцером Ордену Почесного легіону. Після капітуляції Наполеона I 1814 року прийняв російську присягу.
1815 року очолив дивізію в армії Царства Польського, але того ж року вимушений був піти у відставку. Невдовзі оженився на представниці заможного шляхетського роду Стецьких. В якості посагу отримав містечко Шпанів під Рівним (Волинь). 1822 року стає сенатором-каштеляном в Царстві Польському, а з 1825 року — сенатором-воєводою. У 1828 році він був членом суду Сейму, який мав судити людей, звинувачених у державній зраді.
Під час Листопадового повстання у 1830 році після відставки Юзефа Хлопіцького обрано командувачем польських військ. Після невдачі в битві під Гроховом відмовився від головного командування, яке з 26 лютого 1831 перейшло до Яна Скржінецького. Після поразки повстання 1831 року Михайла Гедеона Радзивілла було заслано до Ярославля.
Після звільнення у 1836 pows перебрався до Дрездена (Саксонія), де мешкав наступні роки. Перед смертю повернувся до Польщі й помер у Варшаві 1850 року.

## Родина
Дружина — Олександра, донька Карла Стецького.
Діти:
- Михайлина (1816—1883), дружина графа Леона Жішевского
- Кароль Анджей (1821—1886)
- Зигмунд (1822—1892)